# Комітет начальників штабів (Велика Британія)

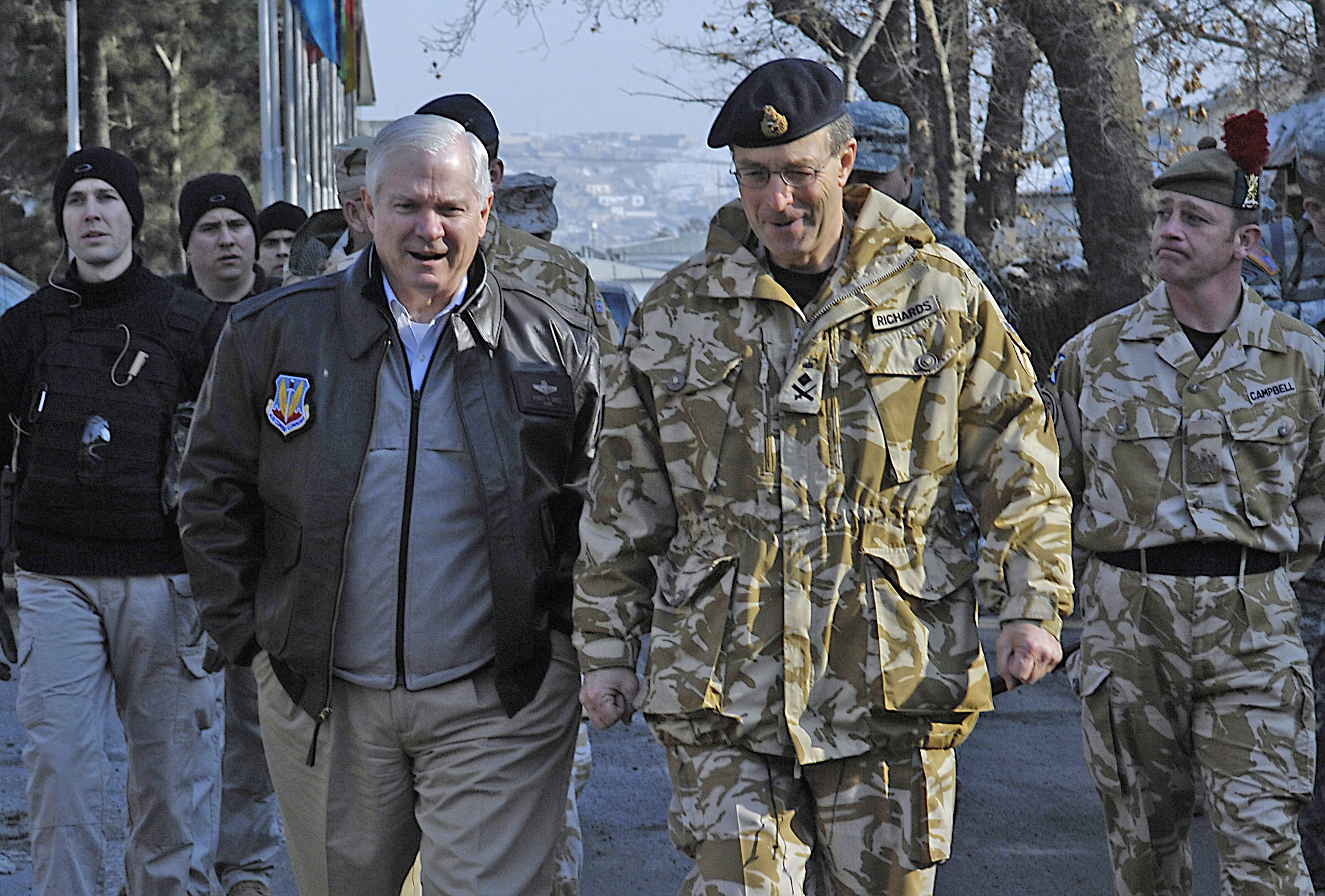
Начальник комітету начальників штабів Сполученого Королівства генерал Девід Річардс з міністром оборони США Р.Гейтсом в Афганістані

Комітет начальників штабів (англ. Chiefs of Staff Committee) — головний робочий орган управління військами Збройних сил Британії, до складу якого входять найвищі посадові особи — керівники видів збройних сил Сполученого Королівства, що представляють усі основні компоненті Збройних сил країни.

## Зміст
Комітет начальників штабів був організований в 1923 як підкомітет Комітету оборони Британської імперії, і залишався таким аж до ліквідації цього комітету в 1939 році перед початком Другої світової війни. Комітет складався з голів трьох основних видів Збройних сил Великої Британії — Першого морського лорда, Начальника Імперського Генерального штабу і Начальника штабу Королівських ВПС. Глави видів Збройних сил по черзі займали пост голови Комітету.
З початком Другої світової війни Комітет начальників штабів став підкомітетом Військового кабінету і, додатково до керівників трьох основних видів ЗС, до його складу був введений ще один член — генерал сер Гастінгс Ісмей, що став секретарем комітету. Були створені підкомітети Комітету: Об'єднаний штаб планування і Об'єднаний розвідувальний комітет. Комітет начальників штабів відповідав за загальне управління британською складовою військових дій в ході війни. Незабаром для ухвалення спільних англо-американських рішень з членів Комітету начальників штабів була утворена англійська складова Об'єднаного комітету начальників штабів США і Великої Британії, яка працювала спільно зі своїми американськими колегами — Об'єднаним комітетом начальників штабів Збройних сил США. Оскільки Об'єднаний комітет начальників штабів США і Великої Британії базувався у Вашингтоні, то в більшості випадків на його зустрічах Комітет начальників штабів був представлений Британською Об'єднаною штабною місією.
Після завершення Другої світової війни Комітет начальників штабів увійшов до складу Міністерства оборони Великої Британії. 1955 уряд ухвалив рішення створити окрему посаду Голови Комітету начальників штабів. Він був утворений 1 січня 1956, першим і єдиним головою Комітету начальників штабів став маршал Королівських повітряних сил сер Вільям Діксон. Він залишався на цьому посаді до 1 січня 1959 року, коли він став першим начальником Штабу оборони. Начальник Штабу оборони залишався головою Комітету начальників штабів і вважався професійним главою всіх Збройних сил Великої Британії.
1964 був ліквідований Імперський Генеральний штаб, і сухопутні війська з того часу став представляти начальник Генерального штабу. Після цього єдиною великою зміною у штаті комітету стало введення до складу Комітету заступника начальника Штабу оборони.